# Heteroxenicus
Heteroxenicus (kortvleugels) is een geslacht van vogels uit de familie vliegenvangers (Muscicapidae). Het geslacht telt één soort:
- Heteroxenicus stellatus – Goulds kortvleugel